# 薩卡馬
薩卡馬是哥倫比亞的城鎮，位於該國東部，由卡薩納雷省負責管轄，距離首府約帕爾201公里，始建於1538年，面積291平方公里，海拔高度1,247米，2005年人口1,638。
6°06′N 72°15′W / 6.100°N 72.250°W